# フクロムシ
フクロムシ(袋虫、学名：Rhizocephalan barnacle)は、甲殻類の根頭上目に属する寄生動物。
近縁の生物として、フジツボやカメノテがある。
他の甲殻類に寄生する複雑で特徴的な生活史で知られ、ケントロゴン目とアケントロゴン目に分類される。

## 形態

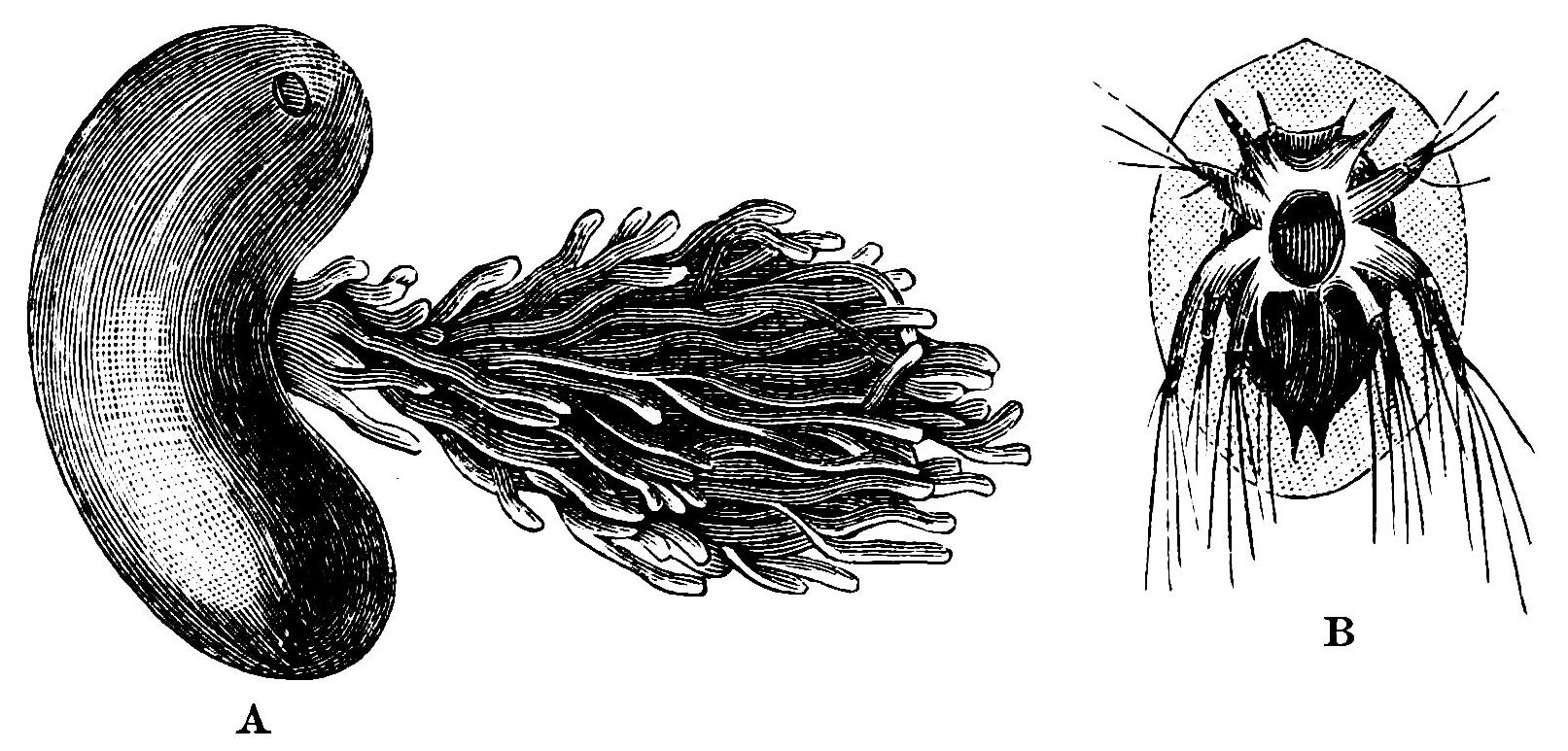
フクロムシのメス成体（左）とそのノープリウス幼生（右）

フクロムシ類の成体は、すべての体節構造と付属肢が退化しており、とても節足動物とは思えない外見を持つ。
寄生生物によくあるとおり、雌雄で著しく形態が異なる。
宿主の体外に出ている部分は雌の外部組織（エキステルナ）と呼ばれる部位で、軟らかいクチクラ層に覆われている。その中はほとんどすべてが生殖器であり、卵巣と卵が詰まっている。
宿主体内には体組織（インテルナ）と呼ばれる根のような器官が成長し、とくに中腸腺に付着して栄養を奪う。
雄は著しく小さく、精巣以外の器官のすべてが退化した矮雄である。雌のエキステルナ内にあるレセプタクルという窪みの中にいる。あまりにも極端に退化しているため、かつてはフクロムシ類は卵巣と精巣を併せ持つ雌雄同体であるとみなされていた。

## 生活史
より祖先的とされるケントロゴン目では、雌のエキステルナで受精・孵化したノープリウス幼生が体外に放出され、数回の脱皮を経てキプリス幼生に変態し、宿主を求め浮遊する。
なお、直接宿主を狙うのは雌のみで、雄は寄生して成長した雌がつくる受精用の構造（後述）を探す。
宿主に付着した雌のキプリス幼生は、ケントロゴン幼生となる。この幼生の役割は、宿主に針を突き刺し細胞を侵入させることだけで、侵入に成功した細胞は、蠕虫状のバーミゴン幼生となる。
バーミゴン幼生は宿主の腹部血体腔内に棲み着き、インテルナとして成長する。
成長に従い脂質輸送タンパク質の一種であるビテロゲニンを生産し、宿主の神経系を乗っ取り性形態までも変化させ、体外に生殖器官であるエキステルナを露出させる。
一方、雄のキプリス幼生は、雌のエキステルナに開いた外套口に付着し、トリコゴン幼生に変態して雌の体内に入る。雄は雌のレセプタクルに達すると、個体としての機能を捨て、精子をつくる細胞塊へ変ずる。
受精によりエキステルナは発達し、数度の繁殖（ノープリウス幼生の放出）を経て、雄に由来する細胞塊ごと脱落・廃棄される。雌が生殖可能な限り、このサイクルは繰り返される。
アケントロゴン目では、ケントロゴン幼生とトリコゴン幼生の段階を省略し、雌の宿主への侵入と雄の雌への侵入を、キプリス幼生が直接行っている。

## 宿主
フクロムシ類の宿主はすべて同じ甲殻類で、十脚目（エビやカニ、ヤドカリ、シャコなど）のほか、ワラジムシ目やクーマ目、同じ蔓脚類であるフジツボ類に寄生するものもいる。

### 宿主への影響
フクロムシは宿主の繁殖能力を失わせることで有名である（寄生去勢）。フジツボ類に寄生するフジツボフクロムシ科は例外だが、ほとんどのフクロムシ類が寄生去勢の能力を持つ。
これは、宿主のエネルギーが繁殖に振り向けられることを防ぎ、より多くの栄養を奪うためのフクロムシによる適応であると考えられている。その結果、宿主はむしろ長生きする傾向が確認されている。これは、繁殖行動に伴うリスクをキャンセルした結果と見なされている。
さらに、多くのフクロムシ類は雄に寄生した場合、宿主の雄性腺を破壊することで雌化を引き起こす。その結果、雄の宿主が雌が卵巣を掃除するように、フクロムシのエキステルナを掃除したり、孵化した「幼生」の放出を手助けする行動も観察されている。カニはあたかも、フクロムシを自身の卵だと思い込んでいるかのような行動を取るのである。

## 進化と系統
フクロムシ類はキプリス幼生を持つことからフジツボ類と近縁であると考えられ、分子系統からも根頭上目（フクロムシ類）は完胸上目（フジツボ、エボシガイなど）と姉妹群になることが支持されている。次に近縁なのは尖胸上目（ツボムシ類）であり、この3グループをまとめて蔓脚下綱（フジツボ下綱）と呼ぶ。
蔓脚類の中で、寄生して宿主から栄養を得ているのはフクロムシ類のみであり、残りの2グループは濾過食者である。フクロムシ類の祖先もおそらく濾過食者であると推定されており、他の節足動物の体表に付着して濾過食を行う段階を経由して、現在のような寄生が進化したのだろうと思われる。なおフクロムシ類は単系統群であり、寄生の進化はこのグループの進化史上一度だけ起こった出来事のようである。異尾類（ヤドカリやコシオリエビ）に寄生するものがもっとも祖先的であるとされている。
フクロムシ類の内部では、ケントロゴン目の一系統がアケントロゴン目であることが明らかになっている。つまりアケントロゴン目は単系統群だが、ケントロゴン目は側系統群である。したがって、ケントロゴンによる宿主への侵入が祖先的であり、アケントロゴン目は二次的にケントロゴン段階を失ったことになる。

## 分類
Walker(2001)による分類を示す。和名はBiological Information System for Marine Lifeによる。
- ケントロゴン目 Kentrogonida
  - イタフクロムシ科 Lernaeodiscidae イタフクロムシなど
  - ナガフクロムシ科Peltogastridae ナガフクロムシなど
  - フクロムシ科 Sacculinidae ウンモンフクロムシなど
- アケントロゴン目 Akentrogonida
  - フジツボフクロムシ科 Chthamalophilidae ヤマトフジツボフクロムシなど
  - Clistosaccidae
  - Duplorbidae
  - Mycetamorphidae
  - ツブフクロムシ科 Thompsoniidae ツブフクロムシなど

## 引用文献
1. ↑  『日本大百科全書』小学館、1984～1994 エラー: 日付が正しく記入されていません。（説明）。
2. ↑  石川統・黒岩常洋・塩見正衛・松本忠夫・守隆夫・八杉貞雄・山本正幸 編「フクロムシ」『生物学辞典』東京化学同人、2010年、1121頁。ISBN 9784807907359。
3. 1 2 3 4  大塚攻、駒井智幸 著「鞘甲亜綱」、石川良輔編集 編『節足動物の多様性と系統』岩槻邦男・馬渡峻輔監修、裳華房〈バイオディバーシティ・シリーズ6〉、2008年、227-232頁。ISBN 9784785358297。
4. ↑  朝倉彰 著「甲殻類とは」、朝倉彰編著 編『甲殻類学』東海大学出版会、2003年、19頁。ISBN 4486016114。
5. 1 2 3 4 5 6 7  高橋徹 著「性をあやつる寄生虫、フクロムシ」、長澤和也編著 編『フィールドの寄生虫学』東海大学出版会、2004年、81-94頁。ISBN 448601636X。
6. ↑  吉田隆太, 澤田紘太, 為近昌美, 遊佐陽一「公開国際シンポジウム報告「フジツボ類の繁殖生物学」」『CANCER』第29巻、日本甲殻類学会、2020年、65-78頁、doi:10.18988/cancer.29.0_65、ISSN 0918-1989、NAID 130007898104。
7. 1 2 3  Høeg, JT (1995). “The biology and life cycle of the Rhizocephala (Cirripedia)”. J Mar Biol Ass UK 75 (3):  517-550. doi:10.1017/S0025315400038996.
8. ↑  ドーキンス, リチャード 著、日高敏隆・遠藤彰・遠藤知二 訳『延長された表現型』紀伊国屋書店、1987年（原著1982年）、397-398頁。ISBN 4314004851。
9. ↑   オスがメス化! フクロムシに奴隷にされたカニの皮肉な生涯【えげつない寄生生物】 デイリー新潮
10. 1 2 3 4 5  Glenner, H; Hebsgaard, MB (2006). “Phylogeny and evolution of life history strategies of the Parasitic
Barnacles (Crustacea, Cirripedia, Rhizocephala)”. Mol Phylogenet Evol 41 (3):  528-538. doi:10.1016/j.ympev.2006.06.004.
11. ↑  Walker, G (2001). “Introduction to the Rhizocephala (Crustacea: Cirripedia)”. J Morphol 294 (1):  1-8. doi:10.1002/jmor.1038.
12. ↑  “Superorder: Rhizocephala 根頭上目”. Biological Information System for Marine Life.  国際海洋環境情報センター. 2011年2月9日閲覧。